# Juan Alonso Adelarpe
Juan Adelarpe Alonso, detto Juanito (Hondarribia, 13 dicembre 1927 – Hondarribia, 8 settembre 1994), è stato un calciatore e allenatore di calcio spagnolo nel ruolo di portiere..
Con la maglia del Real Madrid vinse la Coppa dei Campioni cinque volte, nel 1956, nel 1957, nel 1958, 1959, 1960

## Carriera

### Club
Juanito Alonso cominciò a dare i primi calci al pallone e a compiere le prime parate sulle spiagge basche. Con il passare del tempo Alonso si affermò come uno dei migliori portieri baschi, decidendo di intraprendere la carriera professionistica.
A 18 anni firmò per il Logroñés, squadra per cui difese la porta nella stagione 1946-47. L'anno dopo Alonso andò ad un provino del Celta Vigo, ma l'allenatore della squadra galiziana, Ricardo Zamora, non stimò a dovere le qualità del giovane basco. Nei due anni successivi Alonso, dovendo svolgere il servizio militare alla Capitanía General de Ferrol (Capitaneria Generale di Ferrol), si accasò alla squadra della città galiziana, il Racing Ferrol. Comunque approfittò per mostrare la sua bravura, che non rimase inosservata a lungo.
Dopo aver finito con la leva, Alonso firmò per il Real Madrid, squadra in cui militò nelle successive 13 stagioni - dal 1949 al 1962 - costellate per lui di infortuni. La carriera di Juanito Alonso al Real Madrid non fu semplice, dal momento che dovette lottare stagione dopo stagione per avere i guantoni di titolare, benché nessuno riuscì a scalzarlo dalla porta se non dopo un suo infortunio. Alonso fu, ciononostante, uno dei pilastri fondamentali delle Merengues nelle coppe europee.
Nel suo undicesimo anno al Real Madrid, una rara lesione ai polmoni, per la quale si fece visitare da diversi specialisti senza che essi diagnosticassero nulla di serio, non gli permise comunque di superare i test medici. Alonso non poté così giocare per circa un anno. Il Real Madrid gli prolungò di un anno il contratto, ma una volta ottenuto il permesso di giocare, dopo quasi un anno di inattività, Alonso si infortunò in uno scontro di gioco con Adelardo, durante un match con l'Atlético de Madrid. Dopo essersi ristabilito, decise di abbandonare l'attività, all'età di 34 anni.
L'ultima di Juanito Alonso tra i pali madridisti fu in una gara in suo omaggio, contro gli argentini del River Plate.

### Nazionale
Alonso prese parte a soli cinque match della nazionale spagnola, tre con la Spagna B e due con la nazionale maggiore. Nel 1950 venne comunque convocato come terzo portiere per i Mondiali 1950, riserva di due grandi come Ignacio Eizaguirre a Antoni Ramallets.

## Statistiche

### Cronologia presenze e reti in nazionale
| Cronologia completa delle presenze e delle reti in nazionale ― Spagna | Cronologia completa delle presenze e delle reti in nazionale ― Spagna | Cronologia completa delle presenze e delle reti in nazionale ― Spagna | Cronologia completa delle presenze e delle reti in nazionale ― Spagna | Cronologia completa delle presenze e delle reti in nazionale ― Spagna | Cronologia completa delle presenze e delle reti in nazionale ― Spagna | Cronologia completa delle presenze e delle reti in nazionale ― Spagna | Cronologia completa delle presenze e delle reti in nazionale ― Spagna |
| Data                                                                  | Città                                                                 | In casa                                                               | Risultato                                                             | Ospiti                                                                | Competizione                                                          | Reti                                                                  | Note                                                                  |
| --------------------------------------------------------------------- | --------------------------------------------------------------------- | --------------------------------------------------------------------- | --------------------------------------------------------------------- | --------------------------------------------------------------------- | --------------------------------------------------------------------- | --------------------------------------------------------------------- | --------------------------------------------------------------------- |
| 15-10-1958                                                            | Madrid                                                                | Spagna                                                                | 6 – 2                                                                 | Irlanda del Nord                                                      | Amichevole                                                            | -2                                                                    |                                                                       |
| 28-2-1959                                                             | Roma                                                                  | Italia                                                                | 1 – 1                                                                 | Spagna                                                                | Amichevole                                                            | -1                                                                    |                                                                       |
| Totale                                                                |                                                                       | Presenze                                                              | 2                                                                     |                                                                       | Reti                                                                  | -3                                                                    |                                                                       |

## Palmarès

### Giocatore

#### Club

##### Competizioni nazionali
- Campionato spagnolo: 5

Real Madrid: 1953-1954, 1954-1955, 1956-1957, 1957-1958, 1960-1961

##### Competizioni internazionali
- Coppa dei Campioni: 5

Real Madrid: 1955-1956, 1956-1957, 1957-1958, 1958-1959, 1959-1960
- Coppa Latina: 2

Real Madrid: 1955, 1957
- Coppa Intercontinentale: 1

Real Madrid: 1960